# Don't Starve
Don't Starve es un videojuego de supervivencia con elementos de survival horror y roguelike lanzado en 2013. Desarrollado y publicado por la empresa de videojuegos independiente Klei Entertainment, se lanzó inicialmente en Steam para Microsoft Windows, OS X y Linux el 23 de abril de 2013, con una versión para PlayStation 4 al año siguiente. 
Recientemente, los desarrolladores lanzaron al mercado la Don't Starve Pocket Edition para móviles. El DLC Reign of Giants se lanzó el 30 de abril de 2014 y una expansión multijugador llamada Don't Starve Together en mayo. Se lanzaron dos versiones más del juego: el 2 de septiembre de 2014 un port para PlayStation Vita llamado Don't Starve: Giant Edition; y el 28 de mayo de 2015 el mismo port para Wii U, con la funcionalidad de Off-TV, jugando solamente con el Gamepad. Finalmente, el port para PlayStation 3 se lanzó el 23 de julio de 2015.
El juego sigue la historia de un científico (Wilson) que se encuentra en un mundo oscuro y tenebroso en el que debe sobrevivir el mayor tiempo posible. El jugador debe mantenerlo en buen estado de salud, lleno y mentalmente estable mientras evita a los enemigos surrealistas y sobrenaturales que tratarán de matarlo y comérselo. El modo aventura del juego añade más profundidad a la trama y enfrenta a Wilson con el antagonista del juego, Maxwell.
Siguiendo con la costumbre del estudio de experimentar un nuevo género con cada lanzamiento, Don't Starve fue el primer intento del estudio con el survival horror. Concebido durante el pico de la tendencia de la industria poner a jugadores en un mundo con pocas instrucciones y el objetivo de sobrevivir, el juego fue influenciado por Minecraft, el título que inició esta tendencia, al igual que por el cineasta Tim Burton. 
Las críticas fueron buenas, elogiando la originalidad del estilo de arte, la música y la variedad de maneras en las que el jugador puede morir, aunque su nivel de dificultad y la implementación de muerte permanente no fueron tan bien recibidos. Sólo en 2013, el juego llegó a vender más de un millón de copias.

## Trama
Mientras que el juego en sí comienza, Maxwell informa maliciosamente al jugador de su demacrada apariencia y continua explicando algo más sobre la historia del juego. El contexto del juego se cuenta en el tráiler. En una oscura y tormentosa noche, Wilson parece no llegar a ningún lado con su experimento de química hasta que su radio lo asusta al comenzar a hablarle. Le cuenta que se ha dado cuenta de su problema y tiene un "conocimiento secreto" para él. Cuando acepta este conocimiento con muchas ganas, un gran número de ecuaciones y diagramas le dan vueltas y le llenan la cabeza de información. Utilizando ratas blancas, una máquina de escribir, y su propia sangre, entre otras herramientas y materiales, Wilson crea una máquina gigante. La radio le felicita por el trabajo y le dice que tire de la palanca para encender la máquina. Wilson duda un poco, pero ante la insistencia de la radio, lo hace; la máquina se sacude violentamente y un par de brazos fantasmales lo arrastran a un mundo diferente en el que una aparición de Maxwell se ríe a carcajadas.
Cuando el jugador se despierta cada mañana, Maxwell aparece sobre él y hace comentarios. Al principio, se ve impresionado por la fortaleza del jugador; luego se irrita e insta al jugador a que regrese. Ofrece una tregua al jugador, pero luego se vuelve completamente iracundo.
Al final de la aventura se llega a una isla llamada Maxwell's Island, en la que hay un salón de Maxwell. El jugador encuentra a Maxwell atrapado en un trono rodeado de pequeños pilares de piedra. Al comienzo, el jugador no puede liberarlo, pero luego encuentra una cerradura y una llave. El jugador libera a Maxwell, que se convierte en un esqueleto y se desintegra al momento de pararse. Los brazos fantasmales de la introducción agarran al jugador y lo amarran al trono. El epílogo implica que el jugador tomará el rol de villano similar al de Maxwell utilizando los nuevos poderes que el trono le dio, pero de todos modos quedará atrapado para siempre.

## Personajes
- Wilson, científico y caballero, es el protagonista de Don't Starve. Mientras que Wilson no tiene ninguna habilidad en particular aparte de poder dejarse crecer "una magnífica barba", los demás personajes jugables sí cuentan con habilidades especiales. Viene por defecto en el juego.
- Willow, una pirómana a la que el fuego le cura vida y cordura. Puede prender objetos en llamas y quema objetos aleatoriamente cuando está nerviosa. Se consigue con 160 puntos puntos de experiencia.
- Wolfgang, un musculoso hombre que tiene más vida y habilidades ofensivas cuando está bien alimentado, pero cuanta más hambre tenga, más débil se vuelve. Se consigue con 320 puntos de experiencia.
- Wendy, una niña que puede invocar a su fallecida hermana gemela Abigail para que la defienda. Se consigue con 640 puntos de experiencia.
- WX78, un androide que, aunque necesita comer, dormir y mantenerse mentalmente estimulado, no se enferma por comer cosas podridas. Se consigue con 960 puntos de experiencia.
- Wickerbottom, una bibliotecaria que sabe muchas cosas, puede crear libros por su cuenta, pero lo malo de ella es que no puede dormir, y además odia que la comida se pudra. Se consigue con 1.280 puntos de experiencia.
- Woodie, un leñador que tiene un hacha muy peculiar, la cual corta árboles muy rápido y le puede hablar,si hay luna llena se transformara por un determinado tiempo. Se consigue con 1.600 puntos de experiencia.
- Wes, un mimo al cual le cuesta mantenerse vivo por tener una enfermedad terminal. Tiene muy poca vida, cordura y comida, además lleva unos globos que al inflarlos le baja un poco la cordura y, si los revienta, hacen daño. Se consigue al encontrar y rescatar al personaje en el modo aventura.
- Maxwell es el antagonista del juego. Maxwell es descrito como un titiritero de estatura elegante y frágil. Es en parte demonio y se transforma gradualmente a medida que su rabia hacia el jugador aumenta durante los cinco capítulos de la aventura. Es el último personaje desbloqueable; se consigue al completar la historia.
- Warly es un personaje implementado en el DLC: Shipwrecked (Náufragos). Se consigue con 2.560 puntos de experiencia obtenidos al tener habilitada la opción "SW".
- Webber es un personaje desbloqueable exclusivo del DLC Reign of Giants. Parece una araña humanoide, pero es un niño que vive dentro de la araña que alguna vez trató de comérselo.
- Wigfrid es un personaje del DLC Reign of Giants (Reino de los Gigantes). Se consigue con puntos de experiencia.
- Robert Wagstaff es un personaje disponible de Don't Starve que no requiere experiencia para desbloquearlo y está inmediatamente disponible. Es un personaje esencial en la ciencia del juego, siendo el fundador del Voxola Radio Company y probablemente el creador de WX-78.
- Walani es un personaje del DLC: Shipwrecked (Náufragos), desbloqueada con 2.240 puntos de experiencia obtenidos al tener habilitada la opción "SW". Es una surfista con una personalidad relajada y se cree que es hawaiana.
- Wilbur es uno de los cuatro personajes exclusivos del DLC Shipwrecked. No se puede desbloquear mediante experiencia. Wilbur es un mono inteligente, aunque no puede hablar lenguas humanas y se le considera el rey de los monos.
- Woodlegs es uno de los cuatro personajes jugables del DLC: Shipwrecked. Es uno de los dos que no se puede desbloquear con experiencia. No se ha revelado su origen; de manera oficial sólo se sabe que es un pirata con dos piernas de palo, que odia quedarse demasiado tiempo en tierra y ama los tesoros.
- Wilba es un personaje exclusivo del DLC de Don't Starve: Hamlet. Hija de la reina Malfalfa, es la princesa del reino de los cerdos.
- Wormwood es un personaje del DLC Hamlet. No se necesita experiencia para desbloquearlo, ya que está inmediatamente disponible. Tiene la apariencia de una planta animada, similar a un árbol guardián, con una gema verde en su pecho.
- Winona es un personaje exclusivo de Don't Starve Together. Es una trabajadora de fábrica que odia la pereza y, en menor medida, las cosas de la alta sociedad. Es la hermana mayor de Charlie.
- Wheeler, Armada con una bocina. Tiene un gadget de navegación para encontrar cosas. Viaja más ligera que la mayoría.
- Wortox es un diablo que viaja a través del tiempo y el espacio. No se alimenta con comidas físicas.

## Desarrollo

### Concepción y diseño
Don't Starve fue desarrollado y publicado por el estudio independiente Klei Entertainment. El desarrollo del juego comenzó como parte de un game-jam de 48 horas en 2010. El equipo le gustó la idea, pero la archivó hasta dos años después, cuando tuvieron el tiempo para desglosarla más.
El desarrolló empezó al cien por ciento en 2012, cuando Klei estaba finalizando el proceso de desarrollo de Mark of the Ninja. Esto fue en un momento en que la industria se encontraba en su pico de creación de juegos en los cuales el jugador era enviado en un mundo con pocas instrucciones y el objetivo de sobrevivir. La antorcha de este movimiento fue llevada por el juego de 2011Minecraft. 
Uno de los miembros del equipo de desarrollo de Don't Starve, Kevin Forbes, indicó en una entrevista que Minecraft fue una de sus principales influencias; concretamente, sus elementos de exploración. No obstante, ya que el juego se concibió como un "experimento extraño", el objetivo principal del equipo era el de innovar en términos de jugabilidad y estética, específicamente añadiendo un nivel de énfasis en caracterización y estilos gráficos. Otra influencia fue el videojuego para Nintendo DS de 2005 Lost in Blue, con elementos sobrenaturales parecidos y un ciclo de día y noche.
El estilo oscuro y sobrenatural, aunque caricaturesco del arte del juego fue influenciado por el trabajo del cineasta Tim Burton, al cual Don't Starve ha sido comparado con frecuencia, y por los escritores Edward Gorey y H.P. Lovecraft. Forbes indicó que la ambición del equipo desarrollador era crear algo "oscuro y tétrico". Después de concebir las ideas básicas del juego, Forbes escribió los antecedentes influenciado por géneros como el steampunk y el terror, y el director creativo Jeffdd Agala añadió elementos artísticos similares a una historieta. Para intensificar aún más la atmósfera de soledad y falta de dirección, Klei decidió firmemente no incluir elementos multijugador al juego. Klei recibe muchas preguntas sobre este tema, pero los jugadores por lo general han sido comprensivos en los foros con las razones por las cuales Klei decidió no incluir un modo multijugador en Don't Starve.
El desarrollo estuvo marcado por unos cuantos cambios a la fórmula del juego que sería revertida. Entre los aspectos más importantes, en un punto durante el desarrollo Klei quería añadir misiones al estilo de juego abierto existente. Klei finalmente decidió no seguir adelante con esa idea cuando se dieron cuenta de que "el tener objetivos externos es extremadamente contrario a lo que hace divertido al juego". No obstante, el cofundador de Klei, Jamie Cheng, ha enfatizado que Klei valora la libertad de probar con diferentes enfoques, algo que al estar atados a un distribuidor grande no podrían hacer.
Cheng contó en una entrevista que el desarrollo de Don't Starve le enseñó a Klei bastante sobre la naturaleza del juego emergente que era endémico a su mundo abierto y aleatorio; Klei trata de experimentar con un nuevo género con cada proyecto y prefiere no crear secuelas de ninguno de sus juegos. Estas lecciones luego serían utilizadas para balancear la mecánica de su próximo proyecto, Invisible, Inc.

### Lanzamientos y actualizaciones
Los empleados de Klei discutieron internamente por mucho tiempo la posibilidad de lanzar Don't Starve como un juego gratuito. Forbes indicó que "no lo descartaría como un modelo de negocio" pero que el equipo aún no estaba listo para tomar una decisión como esa. No obstante, el juego si fue gratuito en los primeros días de la fase de prueba beta.
Don't Starve se lanzó en versión beta en 2012, una decisión que Klei tomó para descubrir "que aspectos del juego gustaban a los jugadores, y para corregir problemas de utilización". Cory Rollins de Klei ha indicado que siente como que la mayoría de los desarrolladores toman los periodos beta simplemente como un lanzamiento temprano del juego y resulta en la corrección de algunos errores, y quería darle un mayor uso a esa estrategia. Los beneficios extra que el equipo descubrió durante el periodo de prueba beta fueron que los obligaron a tomar decisiones sobre el lanzamiento del juego con mucha anticipación, y solidificaron una base de jugadores. Además, Klei agregó la posibilidad de que la comida se pudra durante este tiempo, algo que fue inspirado en una entrada de un foro sobre estas posibilidades. Cheng creó Don't Starve para que "termine siendo un mejor juego debido a la comunidad". Pasó unos meses en periodo beta, y Klei continuó proveyendo actualizaciones durante meses luego de su lanzamiento.
En junio de 2013, poco después del lanzamiento principal del juego, se anunció una versión para PlayStation 4, la cual no se lanzaría hasta enero del año siguiente. En una entrevista de enero de 2014, Rollins habló de discusiones internas que tuvieron sobre la creación de una versión para PlayStation Vita Don't Starve, citando el gran interés de la comunidad en jugar de forma remota en la PlayStation 4. La compañía también se planteaba si hacer adaptaciones para iOS al igual que para otros móviles, además de una secuela, pero de momento no se ha decidido por nada de ello.

#### Don't Starve: Reign of Giants
Don't Starve: Reign of Giants es el primer DLC comercial lanzado para el juego y fue anunciando el 18 de febrero de 2014. Se publicaron tres enigmáticos tráileres, cada uno con el nombre de una estación del año. El primero, "Otoño", muestra a una criatura parecida a un tejón, mientras que "Invierno" añada un personaje arácnido desbloqueable (Webber) y "Primavera", una pierna peluda acompañada de un huevo abriéndose. La expansión se lanzó de forma preliminar a principios de abril y de forma definitiva el 30 de abril. Contiene nuevos artículos, personajes y ambientes.

#### Don't Starve Together
El 7 de mayo de 2014, Klei anunció que una expansión gratuita multijugador, Don't Starve Together, que supuestamente sería lanzada para el verano de ese año. Ya que inicialmente habían decidido no crear un modo multijugador, Klei aclaró en el foro oficial que al principio no estaban "seguros de que funcionase tanto en concepto como en implementación", pero que habían cambiado de parecer en respuesta a los pedidos del público y luego de incorporar más gente a su equipo.
El juego recopila todo el contenido del juego base y lo aumenta con nuevas mecánicas, objetos, jefes e incluso personajes. A día de hoy el contenido de esta expansión sigue creciendo, llegando a ser mayor que el del propio juego base.
Además, se añadió un nuevo personaje jugable: Winona, solo para este juego, con la habilidad de crear objetos de manera más rápida y poder crear algo para arreglar ropa.

#### Don´t Starve: Shipwrecked
Don´t Starve: Shipwrecked es el segundo DLC, que localiza al jugador en un archipiélago. La mayor parte del mapa se encuentra rodeada de agua, obligando a los jugadores a utilizar embarcaciones para explorar cada una de las islas y biomas. Se incluyen nuevas estaciones, personajes, mecánicas, enemigos, objetos y biomas. 
Esta expansión incluye cuatro nuevos personajes: 
Walani, que posee una tabla de surf con la que explorar el mar con facilidad y se refresca rápidamente; 
Warly, un chef que posee un sombrero de cocinero y una olla portátil, que puede usar para cocinar numerosos platos exclusivos y de mayor calidad, pero que, sin embargo, tiene un paladar exquisito; 
Wilbur, un mono que puede aliarse con los demás monos dándoles comida; no puede hablar y corre a cuatro patas; y 
Woodlegs, un pirata que olfatea tesoros, posee un barco propio y está acostumbrado a la vida en el mar.

## Recepción
Don't Starve recibió buenas críticas en general por parte de la prensa especializada con puntuaciones agregadas del 78,69 % en GameRankings y del 79 % en Metacritic. El juego vendió un millón de copias para finales de 2013.
La crítica elogió el estilo artístico del juego. Nathan Meunier, de Gamespot, elogió la atmósfera y el diseño visual diciendo que el "distintivo estilo artístico y la atmósfera crea una vibra genial".
Marty Sliva, de IGN, elogió la "tremenda apreciación por el estilo gráfico de historietas y la extravagante presentación", además de elogiar las amenazadoras cualidades que se les dio a objetos mundanos inspirados en arte gótico.
Jeff Marchiafava, de Game Informer, dijo que "el caricaturesco estilo de arte hace que sea un placer explorar el masivo y aleatorio mundo".
Steve Tilley, del periódico canadiense Toronto Sun, calificó el arte del juego de "extravagante y maravilloso" y elogió la "cautivadora" presentación del juego.
Jordan Devore, de Destructoid, dijo en su reseña para PlayStation 4 que el juego se veía muy bien y que la jugabilidad era muy buena en la consola, aunque sí notó algunos efectos de pixelación cuando la pantalla hacía zum sobre el inventario. También notó que los controles en el gamepad, aunque eran menos eficientes que los de un teclado, permitían disfrutar el juego de igual manera.
La música fue bien recibida en general. Sliva la comparó con música de carnaval y dijo que era "pegajosa de inmediato" aunque le faltaba un poco de variedad. Giancarlo Saldana, de GamesRadar, dijo que era "inquietante pero a la vez relajante" y elogió su complementación de un mundo que es tanto solitario como peligroso.
Todos los críticos reconocieron el alto nivel de dificultad del juego, aunque las opiniones sobre él variaron, como puso de manifiesto el comentario de Sliva: "Don't Starve nunca, pero nunca te tomará de la mano, y lo amo y lo odio a la vez por esta misma razón". Por ejemplo, dijo que algunas de las muertes en el juego fueron injustas porque algunos objetos del juego se habían oscurecido.
Meunier dijo que "la supervivencia no es fácil, pero la emoción del desafío es innegable", a la vez que puso el alto nivel de dificultad del juego en su lista de puntos negativos.
Leon Hurley, de la Revista Oficial de PlayStation, dijo que "aprender a jugar es la mitad de la diversión e incluso la más pequeña victoria te hace sentir como que estás ganando con un enorme JÓDETE". Los reseñadores también creían que los niveles de satisfacción de los jugadores dependían mucho de su compromiso con la supervivencia.
Se criticaron la falta de una mecánica para guardar partidas de forma permanente y la muerte permanente. Marchiafava, aunque por lo general es fan de la muerte permanente en los juegos, la consideró problemática en Don't Starve porque, a diferencia de otros juegos como The Binding of Isaac y Spelunky, es mucho más largo, por lo que la muerte parecía más una derrota.
Meunier destacó que la novedad y la emoción se van perdiendo un poco en cada jugada "cuando te ves estancado tratando de hacer tareas triviales una y otra vez para recuperar el avance lo perdido".  Brown estuvo de acuerdo, también llamando al comienzo del juego en particular "un poco soso". Saldana, sin embargo, argumentó que "por lo menos aprendes un poco sobre cómo funcionan las cosas" y crean así un buen progreso gradual.
La variedad de numerosas, inusuales y poco frecuentes maneras de morir que tiene el jugador fueron elogiadas. Enfocándose en el daño causado por las temperaturas bajo cero durante el invierno, Meunier descubrió que "estos interesantes detalles añaden profundidad y un nivel adicional de dificultad a las ya desafiantes mecánicas de supervivencia en juego".
Jessica Conditt, de Joystiq, elogió el alto número de posibles causas de muerte al igual que los gráficos eficientes y fáciles de entender que muestran la salud, hambre y estabilidad mental del jugador. Saldana notó que la falta de familiaridad de algunos de los diseños de los monstruos ayudarían a mantener alerta al jugador.
Don't Starve fue finalista al gran premio y la subcategoría en "Excelencia en Diseño" en la ceremonia de premios del Independent Games Festival de 2014; también recibió menciones honorables por "Excelencia en Arte Visual" y "Excelencia en Audio".